# Chlumec (Ústí nad Labem-i járás)
Chlumec település Csehországban, az Ústí nad Labem-i járásban. Chlumec Krupka, Přestanov, Ústí nad Labem, Chabařovice és Telnice településekkel határos. Lakosainak száma 4280 fő (2024. január 1.).

## Népesség
A település lakosságának változását az alábbi diagram mutatja:
| Lakosok száma | 1684 | 2038 | 2565 | 1750 | 3443 | 4110 | 4440 | 4380 | 4237 | 4280 |
|               | 1869 | 1890 | 1921 | 1950 | 1980 | 2001 | 2017 | 2019 | 2022 | 2024 |